# Project Shield
Project Shield es un servicio web de la compañía Jigsaw, subsidiaria de Google, dirigido a sitios web de noticias pequeños y de escasos recursos, medios de comunicación, grupos de observación electoral y organizaciones de derechos humanos, que son vulnerables al creciente número de ataques de denegación de servicio distribuidos (DDoS) a través de redes. Las estadísticas sobre ataques cibernéticos regionales son limitadas, complicando aún más la amenaza que presentan. Project Shield es completamente gratis y está disponible desde febrero de 2016 para combatir ataques DDoS que suelen dejar como resultado sitios regionales fuera de servicio durante horas.

## Características
Project Shield está diseñado para proteger las páginas web de dos maneras:
- A través de un servidor proxy inverso, ayudando a filtrar el tráfico entrante, dejando pasar el tráfico seguro y bloqueando el dañino para mantener el sitio funcionando.
- Permitiendo que el contenido de los sitios web se guarde en caché para luego presentarlo a los usuarios, lo que permite “absorber” y reducir tráfico entrante al sitio.